# Park Narodowy Nyika
Park Narodowy Nyika – największy park narodowy Malawi o powierzchni 3200 km². 

## Historia
Został założony 1 stycznia 1966 r. Jego powierzchnia wynosiła wtedy 93 tys. ha. Do obecnych rozmiarów został rozszerzony 5 czerwca 1978r. W 1984 na terenie parku zatrudnionych było 38 pracowników stałych oraz 48 tymczasowych.

## Geografia
Znajduje się 20 km od terenu Vwaza Marsh Game Reserve Graniczy z Parkiem Narodowym Nyika w Zambii. Park Narodowy jest ulokowany na płaskowyżu. Wysokość terenu wynosi od 600 do 2600 m n.p.m. Temperatura wacha się od 0°C zimą do 21°C latem. Średnia suma roczny opadów wynoszą1140mm. 

## Fauna i Fauna
Ponadto 33 gatunki są zaklasyfikowane jako endemity. Zaobserwować można tam również zagrożone gatunki zwierząt, między innymi: słonie afrykańskie oraz hipopotamy. Występują tam również drapieżniki takie jak: lamparta, lwy oraz szakale. Żyją tam również przedstawiciele naczelnych oraz zwierzęta typowe dla obszaru sawanny. Są tam także liczne gatunki ptaków, ponad 400, między innymi: drop białoskrzydły oraz żuraw koralowy.
Na terenie parku występuje 1817 gatunków roślin kwiatowych należących do 684 rodzajów i 160 rodzin. Ponadto 33 gatunki są zaklasyfikowane jako endemity. Znajduje się tam również około 200 gatunków storczyków. 
Większość Parku pokryta jest drzewami, stanowią około 45%. Tereny trawiaste zajmują około 35%, a resztę stanowią zarośla. 